# Referendum a San Marino del 2016
I referendum sammarinesi del 2016 sono quattro consultazioni referendarie tenutesi a San Marino il 15 maggio 2016.

## Costo
Il referendum ha un costo stimato, per lo Stato, di 275.000 euro, così suddivisi:
- 105.000 euro per le spese stampa, spese di spedizione e materiale seggi elettorali.
- 50.000 euro l'allestimento e smontaggio dei seggi elettorali.
- 45.000 euro per gli addetti ai seggi, come gettone di presenza.
- 18.000 euro per ristorazione del personale addetto alle varie operazioni elettorali.
- 12.000 euro per servizi di comunicazione e trasmissione dati e delle operazioni elettorali.
- 5.000 euro per piccole spese urgenti ed impreviste sostenute dal Capo dell'Ufficio Elettorale di Stato.

## Organizzazione
Per il referendum sono stati nominati 50 presidenti e 102 scrutatori, più i rispettivi sostituti.

## Affluenza alle urne
|                     | TOTALE | PERCENTUALE % | PERCENTUALE %       |
| ------------------- | ------ | ------------- | ------------------- |
| Iscritti alle liste | 33.896 | 100,00%       | SUL TOTALE ELETTORI |
| Votanti             | 16.114 | 47,54%        | SUL TOTALE ELETTORI |
| Astenuti            | 17.782 | 52,46%        | SUL TOTALE ELETTORI |

## Quesiti

### Primo quesito
- Colore scheda: azzurro
- Titolo: Riduzione preferenze elezioni da tre a una
- Descrizione: Il primo quesito di tipo propositivo, riguarda l'adozione della preferenza unica alle elezioni politiche. Il quesito sarà[5]:

#### Risultati per castello
| RISULTATI PER CASTELLO | SÌ     | NO     | AFFLUENZA |
| Città di San Marino    | 55,68% | 44,32% | 70,94%    |
| Acquaviva              | 57,50% | 42,50% | 66,99%    |
| Borgo Maggiore         | 52,18% | 47,82% | 67,98%    |
| Chiesanuova            | 48,58% | 51,42% | 70,92%    |
| Domagnano              | 52,30% | 47,70% | 73,46%    |
| Faetano                | 53,27% | 46,73% | 70,90%    |
| Fiorentino             | 54,34% | 45,66% | 71,05%    |
| Montegiardino          | 55,94% | 44,06% | 72,09%    |
| Serravalle             | 76,45% | 23,55% | 68,32%    |
| San Marino             | 54,22% | 45,78% | 69,70%    |
| Esteri                 | 69,82% | 30,18% | 4,83%     |
| TOTALE                 | 54,76% | 45,24% | 47,54%    |

| Sì 8688 (54,76%) | No 7177 (45,24%) |
| ▲                |                  |

### Secondo quesito
- Colore scheda: giallo
- Titolo: Abrogazione legge variante PRG - Rovereta (Polo della moda)
- Descrizione: Il secondo quesito di tipo abrogativo, riguarda l'abolizione della Legge 7 agosto 2015 n.137 che ha modificato il Piano Regolatore Generale per la costruzione del Polo del Lusso a Rovereta, curazia di Serravalle al confine con l'Italia. Il quesito sarà[6]:

#### Risultati per castello
| RISULTATI PER CASTELLO | SÌ     | NO     | AFFLUENZA |
| Città di San Marino    | 54,24% | 45,76% | 70,94%    |
| Acquaviva              | 52,81% | 47,19% | 66,99%    |
| Borgo Maggiore         | 47,96% | 52,04% | 67,98%    |
| Chiesanuova            | 42,59% | 57,41% | 70,92%    |
| Domagnano              | 48,13% | 51,87% | 73,46%    |
| Faetano                | 49,21% | 50,79% | 70,90%    |
| Fiorentino             | 50,33% | 49,67% | 71,05%    |
| Montegiardino          | 47,93% | 52,07% | 72,09%    |
| Serravalle             | 48,85% | 51,15% | 68,32%    |
| San Marino             | 49,41% | 50,59% | 69,70%    |
| Esteri                 | 56,26% | 43,74% | 4,83%     |
| TOTALE                 | 49,65% | 50,35% | 47,54%    |

| Sì 7845 (49,65%) | No 7957 (50,65%) |
| ▲                |                  |

### Terzo quesito
- Colore scheda: verde
- Titolo: Abolizione quorum per referendum
- Descrizione: Il terzo quesito di tipo propositivo riguarda l'abolizione del quorum per i referendum. Il quesito sarà[7]:

a) che la proposta relativa ad ogni tipo di referendum sia approvata se ottiene la maggioranza semplice dei voti validamante espressi, eliminando il quorum del 25% dei voti validi previsti dall'attuale legge;

b) che l'autenticità delle firme dei sottoscrittori della proposta referendaria possa essere non solo dichiarata dal Notaio o dall'Ufficiale di Stato Civile, ma anche congiuntamente o disgiuntamente da componenti del comitato promotore del referendum preventivamente indicati, sotto la loro responsabilità penale e civile?»

#### Risultati per castello
| RISULTATI PER CASTELLO | SÌ     | NO     | AFFLUENZA |
| Città di San Marino    | 62,60% | 37,40% | 70,94%    |
| Acquaviva              | 64,20% | 35,80% | 66,99%    |
| Borgo Maggiore         | 56,45% | 43,55% | 67,98%    |
| Chiesanuova            | 53,50% | 46,50% | 70,92%    |
| Domagnano              | 55,85% | 44,15% | 73,46%    |
| Faetano                | 61,80% | 38,20% | 70,90%    |
| Fiorentino             | 61,54% | 38,46% | 71,05%    |
| Montegiardino          | 58,13% | 41,87% | 72,09%    |
| Serravalle             | 76,45% | 23,55% | 68,32%    |
| San Marino             | 58,67% | 41,33% | 69,70%    |
| Esteri                 | 55,88% | 44,12% | 4,83%     |
| TOTALE                 | 58,58% | 41,42% | 47,54%    |

| Sì 9274 (58,58%) | No 6558 (41,42%) |
| ▲                |                  |

### Quarto quesito
- Colore scheda: rosa
- Titolo: Tetto retribuzioni 100.000 € annui
- Descrizione: Il quarto quesito anch'esso di tipo propositivo riguarda la richiesta di porre un tetto di 100.000 euro allo stipendio dei dipendenti pubblici e delle partecipate. Il quesito sarà[8]:

#### Risultati per castello
| RISULTATI PER CASTELLO | SÌ     | NO     | AFFLUENZA |
| Città di San Marino    | 64,12% | 35,88% | 70,94%    |
| Acquaviva              | 70,l5% | 29,15% | 66,99%    |
| Borgo Maggiore         | 61,84% | 38,16% | 67,98%    |
| Chiesanuova            | 54,24% | 45,76% | 70,92%    |
| Domagnano              | 59,49% | 40,15% | 73,46%    |
| Faetano                | 65,02% | 34,98% | 70,90%    |
| Fiorentino             | 61,54% | 38,46% | 71,05%    |
| Montegiardino          | 63,34% | 36,66% | 72,09%    |
| Serravalle             | 64,71% | 35,29% | 68,32%    |
| San Marino             | 63,41% | 36,59% | 69,70%    |
| Esteri                 | 69,65% | 30,35% | 4,83%     |
| TOTALE                 | 63,63% | 36,37% | 47,54%    |

| Sì 10093 (63,63%) | No 5770 (36,37%) |
| ▲                 |                  |